# Zdeňka Bizoňová Veličková
Zdeňka Bizoňová Veličková (* 18. dubna 1985) je česká pedagožka a spoluzakladatelka firmy na výrobu módních doplňků.

## Život
Na Filozofické fakultě Ostravské univerzity vystudovala obor učitelství českého jazyka a základů společenských věd. Posléze byla učitelkou na Masarykově gymnáziu v Příboře, během působení v něm spolunapsala a režírovala divadelní hru Jaromír Berák, první český dadaista z příborského gymplu o právníkovi a politikovi Jaromíru Berákovi. Zúčastnila se stáže na Glasgowské univerzitě. Je spoluzakladatelkou rodinné firmy U Štěstí dam, která vyrábí módní doplňky, jako jsou kravaty, šle či motýlci. Od roku 2022 vyučuje na Hotelové škole Frenštát pod Radhoštěm český jazyk a literaturu a společenskovědní nauku. Je vdaná, má dvě děti.